# Rufachola
Rufachola là một chi bướm đêm thuộc họ Noctuidae.